# Mastigoproctus brasilianus
Mastigoproctus brasilianus är en spindeldjursart som först beskrevs av Carl Ludwig Koch 1843.  Mastigoproctus brasilianus ingår i släktet Mastigoproctus och familjen Thelyphonidae. Inga underarter finns listade i Catalogue of Life.